# Георг Шленкер
Гео́рг Шле́нкер (нім. Georg Schlenker) — німецький льотчик-ас, лейтенант Імперської армії.

## Біографія
Шленкер пішов добровольцем в армію ще до Першої світової війни. 3 серпня 1914 року отримав звання віцевахмістра. 8 липня 1915 року був направлений у 1-й льотний запасний дивізіон, а звідти 28 грудня 1915 року — у 4-ту бойову ескадрилью головнокомандування сухопутних військ. Коли йому надали офіцерське звання, 1 вересня 1916 року перевели в 3-тю винищувальну ескадрилью, де здобув 7 перемог. З 6 вересня 1917 року — командир 41-ї винищувальної ескадрильї, в якій подвоїв свій рахунок. Будучи тяжко пораненим 30 вересня 1918 року, Шленкер більше не повернувся до активних бойових дій.

## Нагороди
- Залізний хрест 2-го і 1-го класу
- Королівський орден дому Гогенцоллернів, лицарський хрест з мечами (червень 1918)